# Strobilanthes obesus
Strobilanthes obesus är en akantusväxtart som beskrevs av Raymond Benoist. Strobilanthes obesus ingår i släktet Strobilanthes och familjen akantusväxter. Inga underarter finns listade i Catalogue of Life.